# Peter Stevens
Pour les articles homonymes, voir Stevens.
Peter Stevens est un designer britannique de voitures de sport né en 1943.
Il commence sa carrière chez Ford dans les années 1970, puis chez Lotus dans les années 1980, McLaren dans les années 1990 et MG dans les années 2000.
Il a notamment dessiné les véhicules suivants :
- Lotus Esprit (1989)
- McLaren F1 (1993)
- MG ZR, ZS et ZT (2001)